# Independent Order of Odd Fellows
De Independent Order of Odd Fellows of de IOOF of simpelweg Odd Fellows is een wereldwijd genootschap met humanitaire doeleinden. Het genootschap is open, maar kent een discretiecode voor vertrouwelijke gesprekken.

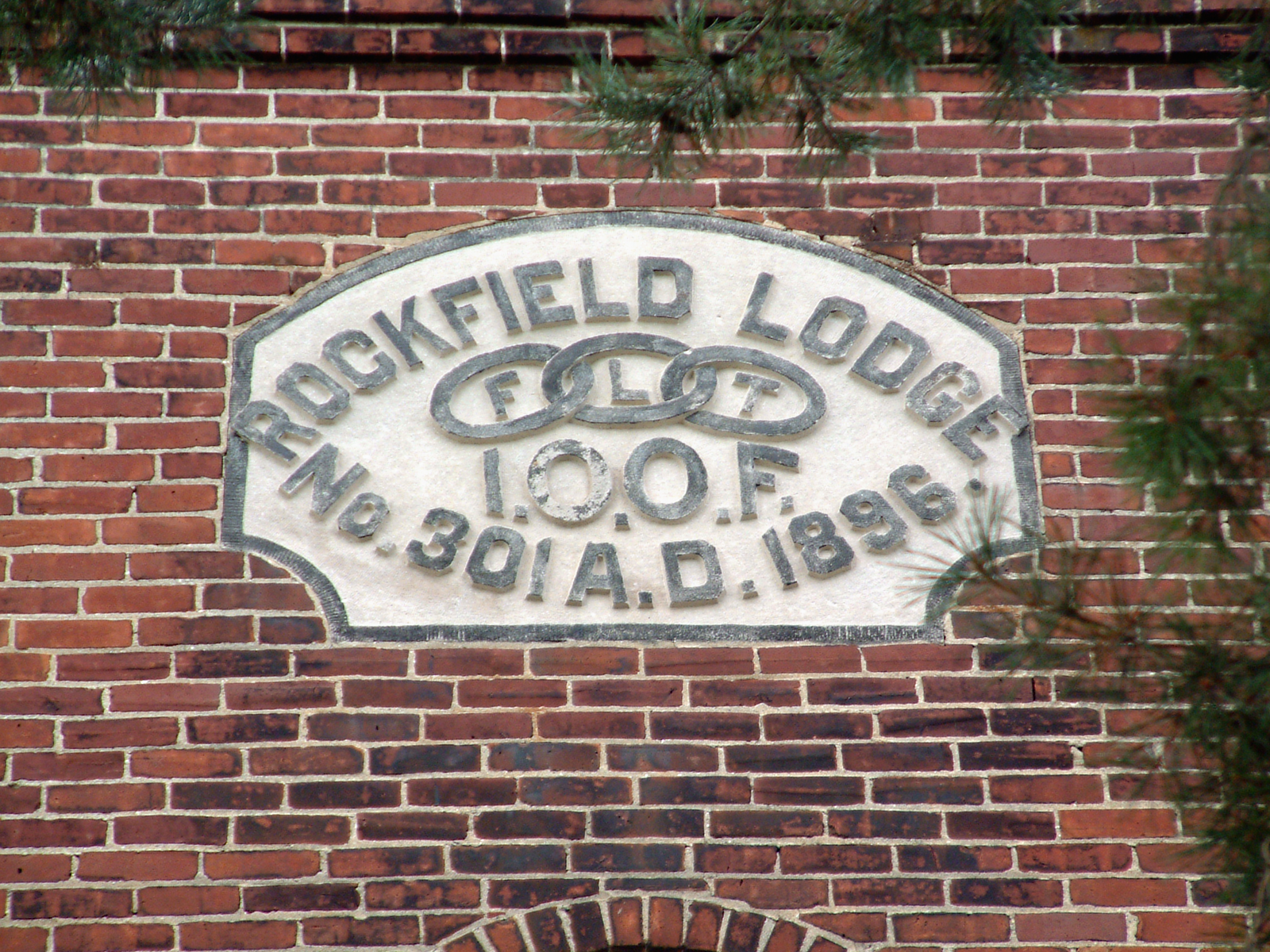
Logo van de Odd Fellows aan het Logegebouw te Rockfield, Indiana

## Doel
De Orde van Odd Fellows is van oorsprong een broederschap waarvan de leden elkaar bijstonden in tijden van nood. Ook probeerden de leden zich verder te ontwikkelen in een verbond van Vriendschap, Liefde en Waarheid. Deze drie termen zijn gesymboliseerd in het logo van de drie schakels.
De kern van het gedachtegoed is dat mensen elkaars broeders zijn en dat ze elkaar moeten helpen om zo een betere samenleving te vormen. De formele opdracht aan haar leden luidt dan ook:
- de zieken te bezoeken
- de bedroefden te troosten
- de doden te begraven en
- de wezen op te voeden

Tegenwoordig geeft men hieraan gestalte door het houden van logezittingen waarin men wordt aangezet tot ethisch denken en handelen en maatschappelijke activiteit. Praktisch tracht men daar waar nood is de medemens te steunen, waarbij de logeleden zich vrijwillig inzetten of door het geven van een charitatieve bijdrage.
Ofschoon de Orde oorspronkelijk alleen voor mannen toegankelijk was is er tegenwoordig ook een groot aantal vrouwenloges. Er is sinds enkele jaren ook een gemengde loge, alhoewel deze geen loge mag heten maar opereert volgens precies dezelfde principes en idealen. De Orde van Odd Fellows vertoont vele kenmerken en verwantschappen met de Vrijmetselarij. In een aantal plaatsen delen Vrijmetselaars en Odd Fellows hetzelfde gebouw.

## Loges
Odd Fellows zijn op plaatselijk niveau verenigd in loges. Deze loges zijn verenigingen. Zij houden regelmatig op een vaste dag bijeenkomsten, zittingen genaamd. Deze bestaan in de regel uit twee gedeeltes: na het formele deel, waarin het accent ligt op bezinning en verdieping, volgt de nazitting, die meer is gericht op persoonlijk contact. Nederland en België behoren tot de gelijknamige Grootloge. De loges van die Grootloge zijn gevestigd in 40 plaatsen in Nederland, en in Antwerpen. Het kantoor van de Grootloge is gevestigd in Emmeloord.

## Gradenstelsel
De Orde ordent haar leden volgens een gradenstelsel. Graden worden verleend in bijzondere zittingen waarin de leden volgens rituelen worden ingewijd in een volgende graad.

## Geschiedenis

### Benaming
Het Engelse woord Odd betekent: die overgebleven zijn en Fellow staat voor: gezel. Letterlijk zijn de Odd Fellows dus: de overige gezellen. Vermoedelijk waren de eerste Odd Fellows vaklieden, die in de achttiende eeuw in geen enkel gilde opgenomen waren, omdat ze van de ene plaats naar de andere reisden. Om elkaar te ondersteunen, verenigden ze zich in een fellowship.

### De start in Engeland

#### Het begin
De opkomst van de Odd Fellows lijkt te plaatsen in het begin van de achttiende eeuw. De verlichting en het empirisme maakten in die tijd ruimte voor dergelijke organisaties. De vrijmetselaars stammen ook uit die tijd. De in die tijd sterk opkomende Engelse koffiehuizen en de Franse cafés waren de plekken waar men kon debatteren en kennis kon nemen van de nieuwste gedachten.
Het precieze ontstaan van het Odd Fellowship is onbekend, maar de organisatie heeft met haar maçonnieke elementen verwantschap met de vrijmetselarij. Van 1717 tot ongeveer 1760 was er in Londen onenigheid tussen de verschillende vrijmetselaarsloges. Net in die tijd zien de eerste ordes en loges van de Odd Fellows het licht. De eerste loge is waarschijnlijk in 1736 opgericht in Londen. In 1745 wordt in The gentlemans Magazin voor het eerst de term Odd Fellow Loges aangetroffen. Blijkens een notulenblad van 12 maart 1748 bestond toen de 9e loge in Londen. In het geschrift wordt de term Odd Masters gebruikt. Uit een ander geschrift uit die tijd blijkt dat de Noble Master de plaats van samenkomst bepaalde. In de loop van de achttiende eeuw waren er diverse stromingen binnen de Odd Fellows. Dat kwam waarschijnlijk door verschil in politieke belangen en geloofsinzichten. De twee belangrijkste stromingen waren toen de Ancient Order of Odd Fellows en de Order of Patriotic Odd Fellows. Van deze laatste orde zijn herziene ritualen van 12 maart 1797 bewaard gebleven. Uit deze ritualen is al duidelijk dat Odd Fellows een ander verhaal te vertellen hebben dan de Vrijmetselaars. In de Orde van Odd Fellows lijken de gedachten van de gildes en de vrijmetselarij te zijn samengevloeid.

#### De ontwikkeling
In 1779 verenigden een groot deel van de twee belangrijkste stromingen zich in de Union of London Order met als hoofdzetel Londen. Uit deze Order ontstaat in 1810 te Manchester de Engelse Independent Order of Odd Fellows, Manchester Unity, Friendly Society. In 1821 werd de eerste Grootmeester van deze Grootorde benoemd. Enkele van haar leden emigreerden naar de Verenigde Staten en onder leiding van Thomas Wildey werd in Baltimore op 26 april 1819 een loge opgericht. Dit was de basis voor de Independent Order of Odd Fellows, die in februari 1820 formeel dispensatie verleend kreeg.

### De Orde in de Verenigde Staten

#### Het begin
Op 26 december 1806 werd in New York de Shakespeare Loge nr.1 opgericht. In 1815 waren er twee loges in Halifax en in 1819 was er al een loge in Boston. Toch wordt algemeen aanvaard dat de stichting van de Washington Loge nr.1 op 26 april in de Seven Stars Tavern in Baltimore het begin is van de Orde in de Verenigde Staten. Op 15 mei 1826 krijgt de op 7 februari 1821 gestichte Grootloge van Maryland een Charter van de Manchester Unity.

#### Richtinggevende personen
In 1825 stichtte Thomas Wildey de Grootloge van de Verenigde Staten. Deze werd in 1879 de Soevereine Grootloge genoemd en regelt de organisatie in de Verenigde Staten en Canada. Op 6 july 1827 stichtte Wildey met John Boyd het eerste kampement onder de Grootloge van Maryland. In 1842 maakt de Amerikaanse Loge zich los van Engeland. John Entwisle paste de ritualen aan de omstandigheden in de Verenigde Staten aan. James Ridgely leidde de Orde van een organisatie voor gezelligheid en onderlinge steun naar een morele en vooruitstrevende organisatie. Schuyler Colfax gaf de vrouw vanaf 1851 haar eigen plek in de organisatie.

### De Orde in Europa

#### Het begin
In 1870 werd vanuit de Verenigde Staten in Stuttgart de Württemberg Loge nr. 1 opgericht, in 1871 gevolgd door de Helvetia Loge nr. 1 in Zürich. De eerste Nederlandse loge, de Paradijs Loge nr. 1, werd in 1877 te Amsterdam met behulp van Duitsland opgericht. Denemarken (1878), Zweden (1884), IJsland (1897) en Noorwegen (1898) volgden. In Finland werd vanuit Zweden rond 1900 een Orde opgericht. België volgde in 1911 met behulp van Nederland. Tsjechië volgde later.

#### De zelfstandigheid
Er is een groot verschil in beleving tussen Europa en de Verenigde Staten. In Europa ligt de nadruk op de ethische kant van het Odd Fellowship en de persoonlijke beleving daarvan. In de Verenigde Staten is sprake van serviceclub-achtige groepsactiviteiten. Daar speelt ook vermelding in de pers een belangrijke rol. Een aantal jaren werkten de Europese jurisdicties samen in de Europese federatie. Dit heeft tot grotere uniformiteit van de Europese loges geleid. Tevens werd de Grand Loge of Europe opgericht. Deze kreeg op 24 augustus 2006 een Charter van de Soevereine Grootloge. Op 16 juni 2007 werd in Oslo het bestuur van de Europese Grootloge door de Soevereine Grootloge geïnstalleerd.

### De Orde in Nederland en België

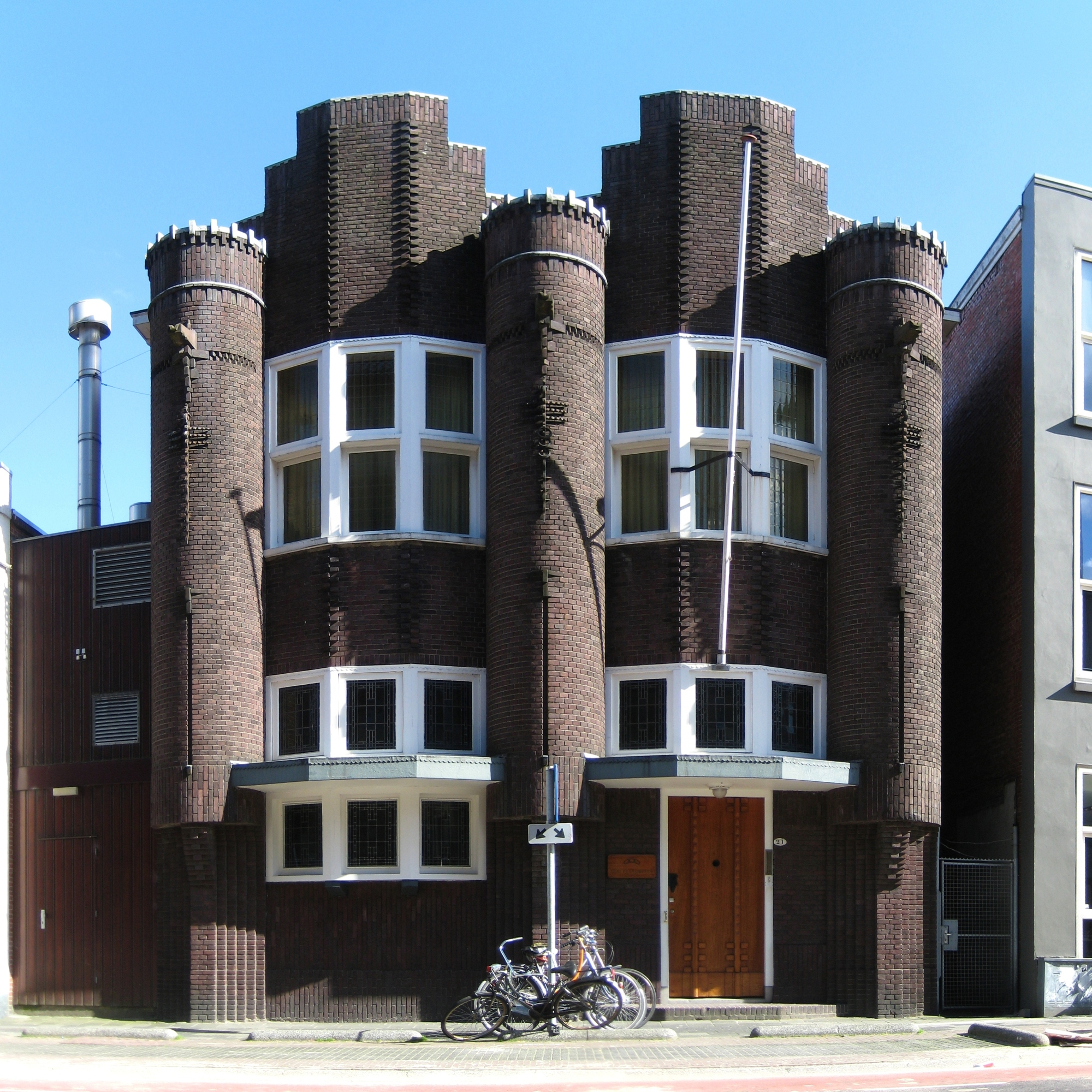
Het Odd Fellowhuis aan de W.A. Scholtenstraat in Groningen

#### Het begin
De Paradijs Loge nr. 1 werd in Amsterdam op 19 maart 1877 opgericht door L. Elkan en G.E. van Erpen, die in de Verenigde Staten lid waren geweest van een Loge. Het plan voor de oprichting ontstond in 1876, maar de Nederlandse regering verbood aanvankelijk de oprichting. Daar kwam zij later op terug. De vertaling van het rituaal in het Nederlands leverde moeilijkheden op en had toestemming nodig van de Soevereine Loge. Uiteindelijk slaagde de grondlegger van de Duitse Orde Ostheim, er als Gedeputeerd Groot Sire voor Nederland in om de eerste Loge gestalte te geven. In 1899 werden er loges opgericht in Den Haag en Groningen. In dat jaar werd ook de eerste Nederlandse Grootorde opgericht. Op 2 september 1911 volgde de oprichting van de eerste Belgische Loge de Belgia Loge nr. 201 te Antwerpen. Dit noodzaakte tot het wijzigen van de naam van de jurisdictie naar Orde in Nederland en België. In 1922 werden drie kampementen gestart. Daardoor kon de Grootmeester voortaan aan de Grootmeesterconferentie deelnemen.

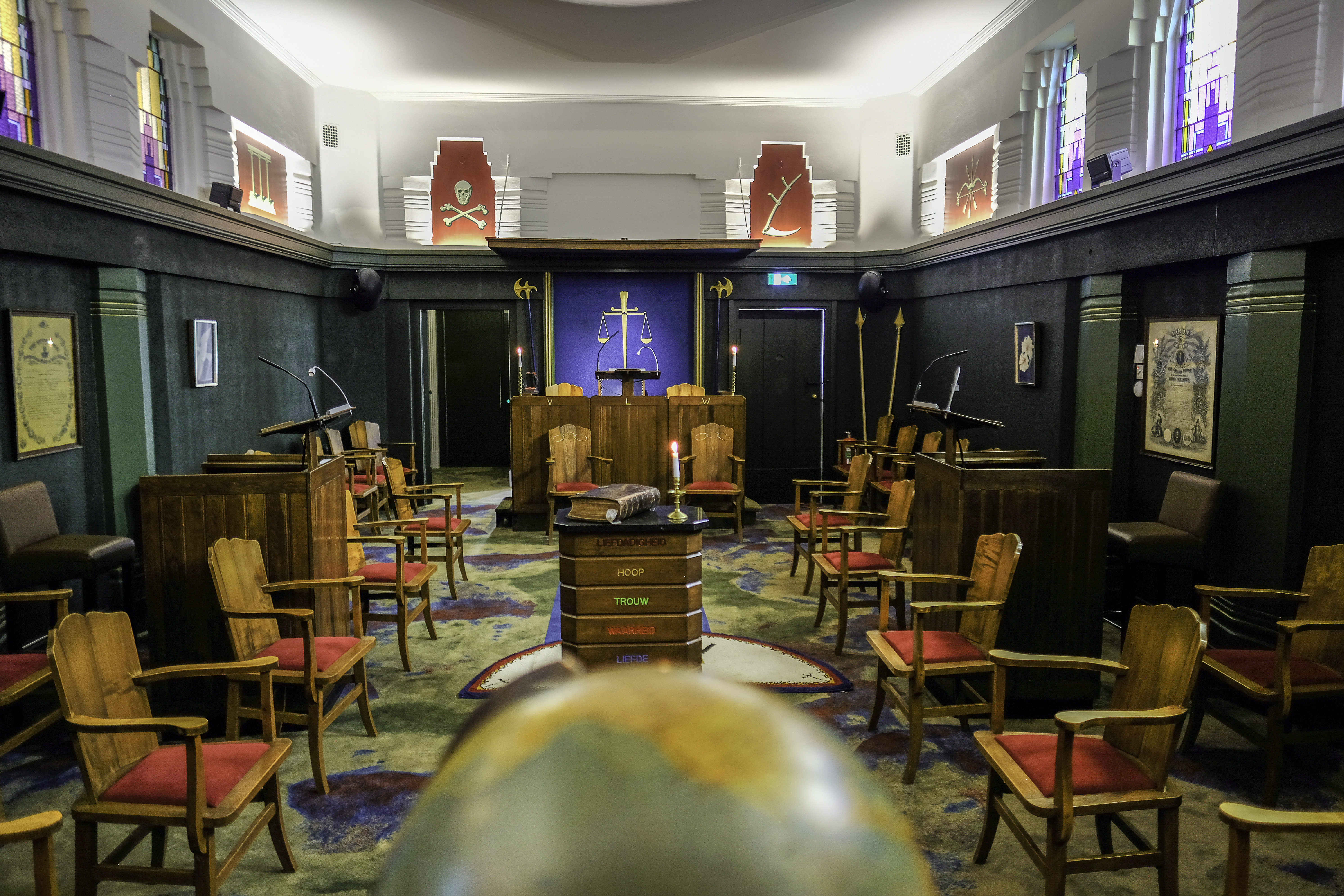
Logezaal Odd Fellows in Groningen
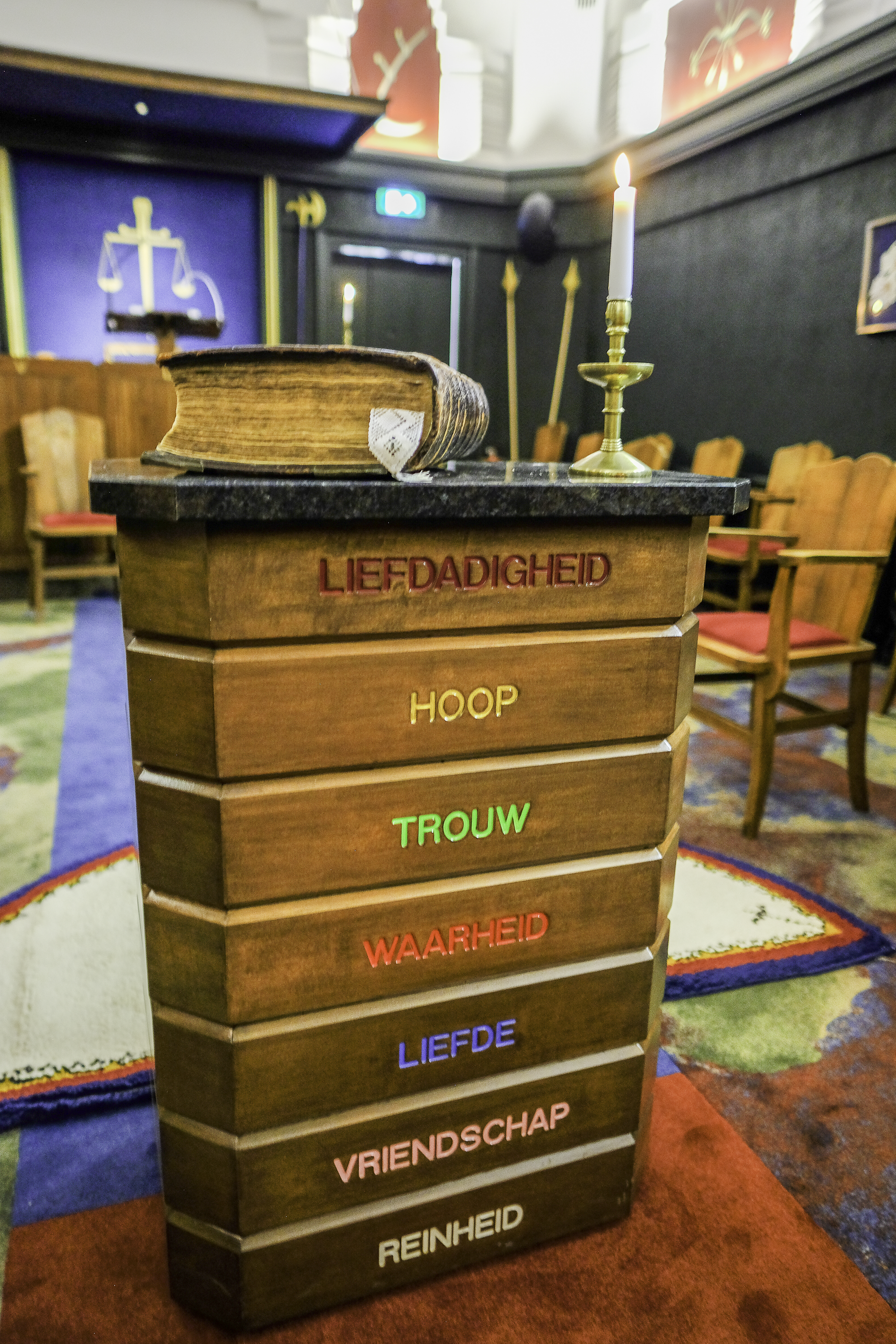
Close-up van het zeven gradenstelsel: Van de inwijdende graad der Reinheid tot de 3e Kampementsgraad: Koninklijk Purper (liefdadigheid)

#### Aantallen
In 1927 telde de Nederlands-Belgische Orde 2051 leden in 54 loges. In de Tweede Wereldoorlog werd de Orde verboden. Na de oorlog konden er van de dertien Amsterdamse loges nog maar drie voortbestaan. De Independent Order of Odd Fellows Amsterdam raakte in die tijd 77% van zijn organisatie kwijt. In 1977 waren er weer 52 loges. In Nederland zijn op dit moment, 2018, ongeveer honderd loges met in totaal zo'n 3000 leden. De oudste, nog bestaande loge is de Drie Schakels Loge Nr. 7 in Groningen, opgericht in 1899 door enkele leden van de Paradijs Loge Nr. 1 In Amsterdam.

#### Rebekkahloges
Op 27 en 28 januari 1920 werd in Amsterdam de Hollandia Rebekkah Loge nr. 1 opgericht. De Rebekkahloges zijn alleen toegankelijk voor vrouwelijke leden. Nederland werd daarmee het derde land ter wereld dat een Rebekkah Loge heeft. In 1972 werden de Rebekkah loges zelfstandig van de tot dan toe door mannen geregelde Orde. In 1977 waren er in Nederland en België 33 Rebekkah Loges. Op 25 mei 2002 werd de gemengde Grootloge voor Nederland en België geïnstalleerd. De oudste, nog bestaande Rebekkah Loge is de Daphne Rebekkah Loge Nr.6 in Apeldoorn. In 2022 zijn er drie gemengde loges actief in Nederland.

## Trivia
In de stripserie Suske en Wiske is de naam van een van de personages, Odfella, ontleend aan deze orde.